# Lord Lister

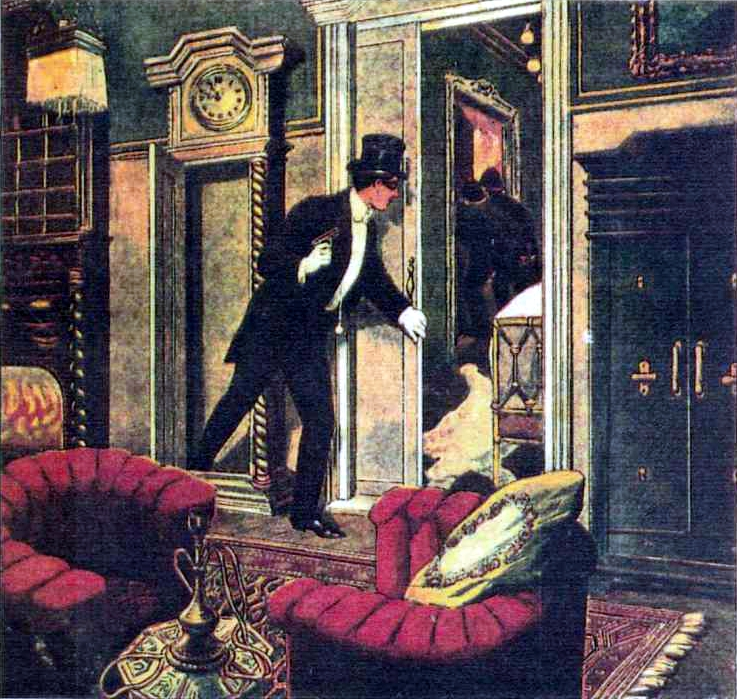
Lord Lister in actie, 1908.

Lord Lister (ook wel Raffles) is een personage uit een langlopende pulpverhalenbundel dat voor het eerst in verscheen in "Lord Lister, genannt Raffles, der Meisterdieb" in 1908 in het Duits. Deze Duitse verhalen werden geschreven door Kurt Matull en Theo von Blankensee.
De Lord Lister verhalen zijn een van de meest bekende pulps van de 20e eeuw, onder andere bekend via leesmap abonnementen, en in kiosken op treinstations. Ook waren er toneelstukken over het personage.

## Geschiedenis
Matull en Blakensee schreven 110 Lord Lister verhalen. De verhalen zijn in meerdere talen vertaald. In 1910 verscheen de eerste Nederlandse, beginnende met "Lord Lister, genaamd Raffles, De Groote Onbekende".
Later werden nog 16 verhalen in het Nederlands geschreven door een onbekende auteur, en daarna schreef vanaf 1915 journalist Felix Hageman nog ruim 700 vervolgverhalen.
De verhalen verschenen in boekjes in A5-formaat, met rode kaft en twee nietjes. De tekst was in twee kolommen opgesteld, en kostte in het eind van de serie 40 guldencent.

### Toneel
In 1915, speelde Raffles, De Gentleman-Dief bij het Rotterdamsch Toneelgezelschap in Rotterdam, een tonneelstuk geregisseerd door Eduard Verkade. Van 1925 tot 1926 speelde Lord Lister Legende bij het Verenigd Toneel in Amsterdam, geschreven en geregisseerd door August Defresne, en ook later 1940-1941 bij de Hollandsche Schouwburg opgevoerd.

### Nederland
- Nummers 1 t/m 110 (van Kurt Matull en Theo von Blankensee) verschenen van april 1910 tot januari 1915, de nrs. tot 513 achtereenvolgend tot januari 1924.[9]

- Nummers 514 t/m 1362 verschenen achtereenvolgend van januari 1924 tot juni 1940. De eerste nummers zijn een bewerking van de verhalen van Kurt Matull en Theo Blakensee.[9]

- Nummers 2001 t/m 2915 verschenen achtereenvolgend van december 1946 tot januari 1968.[9]

- Nummers 3000 t/m 3687 verschenen achtereenvolgend van oktober 1954 tot januari 1968.[9]

## Personage
John Raffles, alias Lord Edward Lister, is een Engelse avonturier, arts en gentleman-inbreker, die de hele wereld afreist voor avontuur met als doel de wereld te beschermen tegen schurken en onrecht. Hij steelt van de rijken, en geeft aan de armen, of lost misdaden op, waarbij meestal een rechtschapen iemand vals beschuldigd wordt. Hij had een chauffeur James Henderson, en een helper Charles Brand.
Hij heeft vele gedaanten en namen, maar is bekend in Londen als Lord William Aberdeen, de vice-president van de Windsor-Club.
Hoofdinspecteur Baxter van Scotland Yard, en zijn helpers Marholm en Sullivan proberen De Groote Onbekende te pakken te krijgen, wat slechts zelden lukt. Daarna zal hij natuurlijk weer ontsnappen.

## Valse Listers
Kort na de oorlog verscheen er in België een aantal Lord Listers die bekend zijn geworden als de “Valse Listers’ of ‘Antwerpse Listers’. Het gaat om in totaal 70 afleveringen die verdeeld zijn in vier series met de namen Nieuwe Lord Lister serie, Lord Lesly, John Templar en John Rafles. De reden waarom ze ‘vals’ genoemd worden is dat ze niet verschenen zijn bij de reguliere uitgevers van de Listers, Eichler, de Roman- Boek- en Kunsthandel of In den Ouden Windmolen.
- John Rafles-serie: 8 titels, 1947-1948, geschreven door Frans Buyens, Jos Vander Stappen.
- De Nieuwe Lord Listerserie: 16 titels, 1948, geschreven door Frans Buyle.
- Lord Lesley genaamd John Templar: 4 titels, dec.1948 tot feb.1949, geschreven door Frans Buyle.
- John Templar: 42 titels, 1949-1950, geschreven door Frans Buyle.

## Lord Listerklub
In 1987 werd de Lord Listerklub Nederland opgericht, die eens per kwartaal een clubblad uitgaf. Anne Marinus was medeoprichter en secretaris van de Lord Listerklub.
De club bracht ook verscheidene boeken uit:
- Lord Lister en de gentleman-inbrekers (Hasselt, 2012), door Dick Berents en Anne Marinus.[9]
- Honderd jaar Nederlandstalige pulpbladen (Hasselt, 2009), door Anne Marinus en Antoon Kunst.[13][4]

De club werd in april 2012, na het 25-jarig bestaan, opgeheven.